# Verwaltungsgebäude der Reichsbahndirektion Dresden bis 1945
Dieser Artikel behandelt die Verwaltungsgebäude der Königlich Sächsischen Staatseisenbahnen und der Reichsbahndirektion Dresden bis 1945 in Dresden.

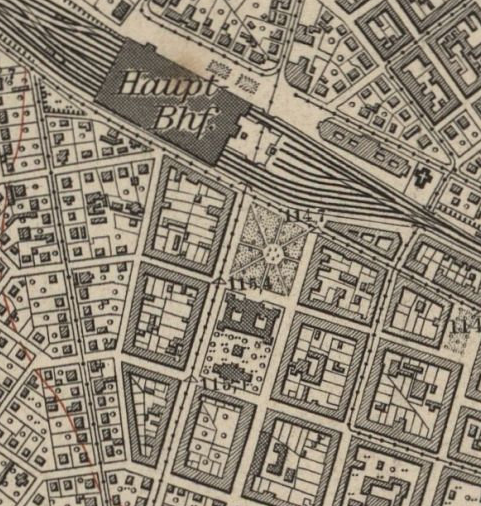
Stadtplan von 1904

## Geschichte
Mit dem Bau der ersten deutschen Ferneisenbahn Leipzig–Dresden und später der sächsisch-bayerischen Eisenbahn erfolgte am 12. Juni 1841 die Gründung der ersten sächsischen Eisenbahndirektion in Leipzig nach dem Zusammenschluss der beiden Eisenbahngesellschaften. Am 1. August 1848 wurde in Dresden die Königliche Direction der Sächsisch-Böhmischen-Staatseisenbahnen gegründet. Am 1. Juli 1869 erfolgte der Zusammenschluss der Leipziger und Dresdner Direction zur Königlichen Generaldirection der Sächsischen Staatseisenbahnen und ersetzte die am 14. September 1852 gegründete Königliche Staatseisenbahn-Direktion Dresden.
Von 1869 bis 1898 befand sich die Generaldirektion im Böhmischen Bahnhof in Dresden. Die Königlich Sächsischen Staatseisenbahnen hatten in Dresden mehrere Verwaltungsgebäude, die sich meist an den Endbahnhöfen der Länderbahnen befanden. Unter dem Königlichen Geheimrat und Generaldirektor der Königlichen Sächsischen Staatseisenbahnen Ewald Alexander Hoffmann erfolgte in der wirtschaftlichen Blütezeit die komplette Umgestaltung der Bahnanlagen in Dresden. In der Zeit von 1890 bis 1901 gestaltete man die Bahnhöfe um und trennte den Güter- und Personenverkehr. Die Länderbahnhöfe wurden Güterbahnhöfe und die neuen Bahnhofsbauten, Neustädter Bahnhof, Hauptbahnhof und Wettiner Bahnhof wurden Teil der Hochbahnanlagen. In den Planungen von 1888 unter der Oberbauleitung von Baurat Otto Klette (1850–1897) und Geheimrat Claus Koepcke waren auch die beiden neuen Verwaltungsbauten eingearbeitet. Von 1892 bis 1898 entstanden an der Strehlener Straße und an der Wiener Straße zwei große Gebäudekomplexe für die Eisenbahnverwaltung der Königlich Sächsischen Staatseisenbahnen. Mit dem Ende der Monarchie im Jahr 1918 nannte sich die Bahnverwaltung Generaldirektion der Sächsischen Staatseisenbahn. Mit der Gründung der Deutschen Reichseisenbahnen im Jahr 1920 wurde es dann die Reichsbahndirektion Dresden.

## Hauptverwaltungsgebäude der Sächsischen Königlichen Staatseisenbahnen Strehlener Straße 1

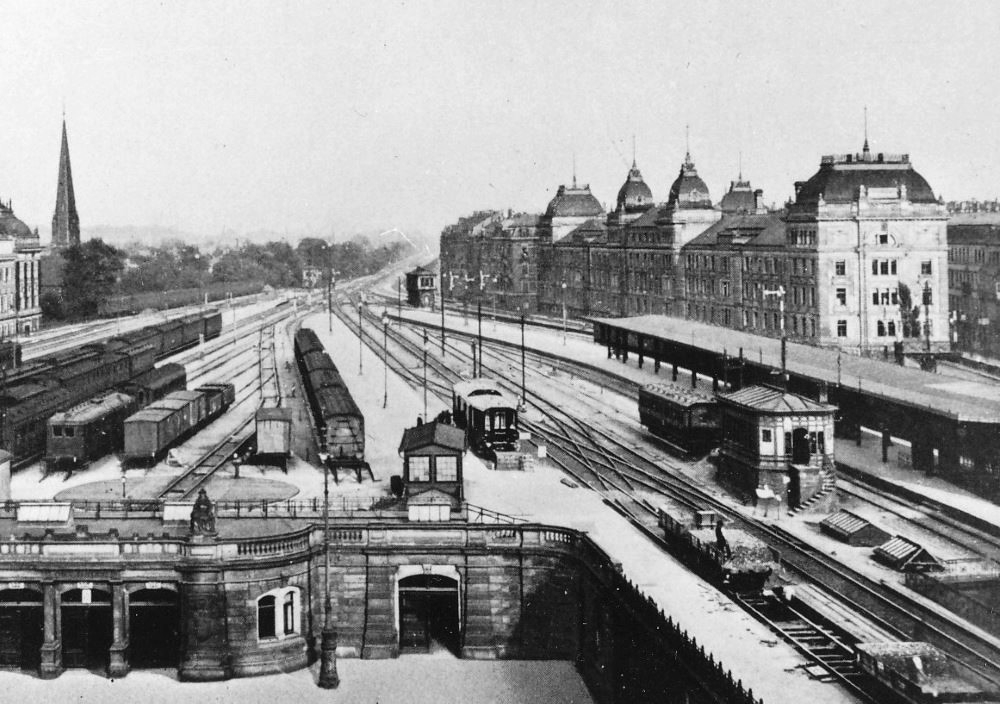
Hauptverwaltungsgebäude (rechts) der Sächsischen Königlichen Staatseisenbahnen Strehlener Straße 1 vom Hauptbahnhof Dresden aus gesehen

Das Gebäude an der Strehlener Straße 1 reichte vom Bismarckplatz (heute Friedrich-List-Platz) bis zur Werderstraße (heute Andreas-Schubert-Straße). Die Fassadenfront zum Bismarckplatz bestand aus einer dreigliedrigen, reich verzierten Sandsteinfassade mit drei Fensterachsen über fünf Etagen mit einer großen gewölbten Kuppel als Dachabschluss. Die Seitenfront an der Strehlener Straße war mehrfach gegliedert und in 42 Fensterachsen harmonisch geteilt. Mittig befand sich der Haupttrakt mit einem eleganten Treppenaufgang. Die Rückseite zur Hochbahntrasse war ebenfalls in 42 Fensterachsen gegliedert und hatte einen mit zwei Türmen gekrönten Dachabschluss. Das Gesamtgebäude hatte eine Länge von 94 Metern und verbreiterte sich konisch zur Werderstraße. Die dortige Gebäudefront hatte sieben Fensterachsen, wobei die beiden äußeren zurückgesetzt waren. Wie auch zum Bismarckplatz wurde über den fünf Etagen mittels einer großen gewölbten Kuppel der Dachabschluss ausgebildet. Das Dach war in zwei Etagen als Mansardendach ausgeführt, darin befanden sich unter anderem Dienstwohnungen. Das Gesamtgebäude hatte drei Lichthöfe und war in fünf Gebäudeflügel eingeordnet. Es hatte unter anderem 482 Büro- und Funktionsräume, sieben Konferenzzimmer und einen Konferenzsaal, Werkstätten und Werkräume sowie vier Kantinen. In der Hauptfront an der Strehlener Straße waren unter anderem das Finanzbüro, die Verkehrskontrolle, die Bahnsicherung, das Maschinentechnische Büro, das Signaltechnische Büro, das Büro für Verkehrsbauten-Brücken, das Büro für Oberbauten, die Oberbauleitung, das Vermessungsamt, das Bautechnische Büro, das Büro für Hochbauten und das Werkstättenbüro untergebracht. Das Gebäude verfügte über eine Warmwasserversorgung mit Wärmerückgewinnung. Mit der Übernahme in die Deutsche Reichsbahngesellschaft war auch die Länderbahnzeit beendet. Im Zweiten Weltkrieg wurde bei den Bombenangriffen auf Dresden dieser Gebäudekomplex mehrfach von Brand- und Sprengbomben getroffen und teilzerstört.
Mit dem Umzug der Reichsbahndirektion Dresden im Jahr 1948 in das ehemalige Verwaltungsgebäude der Landesbauernschaft Sachsen in der Ammonstraße 8 wurde die aufbaufähige Ruine 1952 abgetragen und die Trümmer mit der Trümmerbahnstrecke 3 zur Lehmgrube der Ziegelei Kunath in Prohlis beseitigt. Die Brachflächen werden heute von einer Autovermietung genutzt.

## Generaldirektion der Königlich Sächsischen Staatseisenbahnen, Wiener Straße 4
Das Gebäude an der Wiener Straße 4 reichte vom Wiener Platz bis zur Anglikanischen Kirche an der Beuststraße (heute Andreas-Schubert-Straße). Das Gesamtgebäude der Generalverwaltung hatte eine Länge von 116 Metern und besaß vier Lichthöfe. Die Fassadenfront zur Wiener Straße bestand aus einer dreigliedrigen, reich verzierten Sandsteinfassade mit 45 Fensterachsen über drei Etagen und einer großen gewölbten Kuppel als Dachabschluss über dem Mitteltrakt. Der hervorstehende Mittelabschnitt verfügte über einen elegant geschwungenen Treppenaufgang. Die Giebelfronten zum Wiener Platz und der Beuststraße war mehrfach gegliedert und in sieben Fensterachsen, die beiden äußeren zurück gesetzt, harmonisch geteilt. Die Rückseite zur Hochbahntrasse war ebenfalls in 45 Fensterachsen gegliedert und hatte einen gewölbten Dachabschluss. Das Dach war in einer Etage als Mansardendach ausgeführt, darin befanden sich unter anderem Dienstwohnungen. Im Gebäude waren 216 Büro- und Funktionsräume, vier Konferenzzimmer und ein Konferenzsaal, Werkstätten und Werkräume sowie zwei Kantinen und eine Gaststätte untergebracht. Des Weiteren waren das Finanzbüro, das Reichseisenbahnvermögensamt, das Grundverwaltungsbüro, die Transportkommandantur Dresden, das Präsidialbüro, das Verkehrsbüro, das Vertriebsbüro, das Verkehrsbüro II, das Personalbüro, das Verkehrstechnische Büro, das Maschinentechnische Büro und das Waggonbüro beheimatet. Das Gebäude verfügte ebenfalls über eine Warmwasserversorgung mit Wärmerückgewinnung. Mit der Übernahme in die Deutsche Reichsbahngesellschaft war auch die Länderbahnzeit beendet. Im Zweiten Weltkrieg wurde bei den Bombenangriffen auf Dresden dieser Gebäudekomplex mehrfach von Brand- und Sprengbomben getroffen und teilzerstört.
Wie das Gebäude in der Strehlener Straße 1 wurde die aufbaufähige Ruine nach dem Umzug der Reichsbahndirektion in die Ammonstraße in den Jahren von 1948 bis 1952 abgetragen und die Trümmer mit der Trümmerbahnstrecke 3 zur Lehmgrube der Ziegelei Kunath in Prohlis beseitigt. Die Flächen werden heute vom DB Personalservice (Personalarchiv) und dem Büro für Bahn Landwirtschaft e. V. genutzt.

## Erweiterungsneubau der Generaldirektion der Deutschen Reichsbahn Wiener Straße 5b

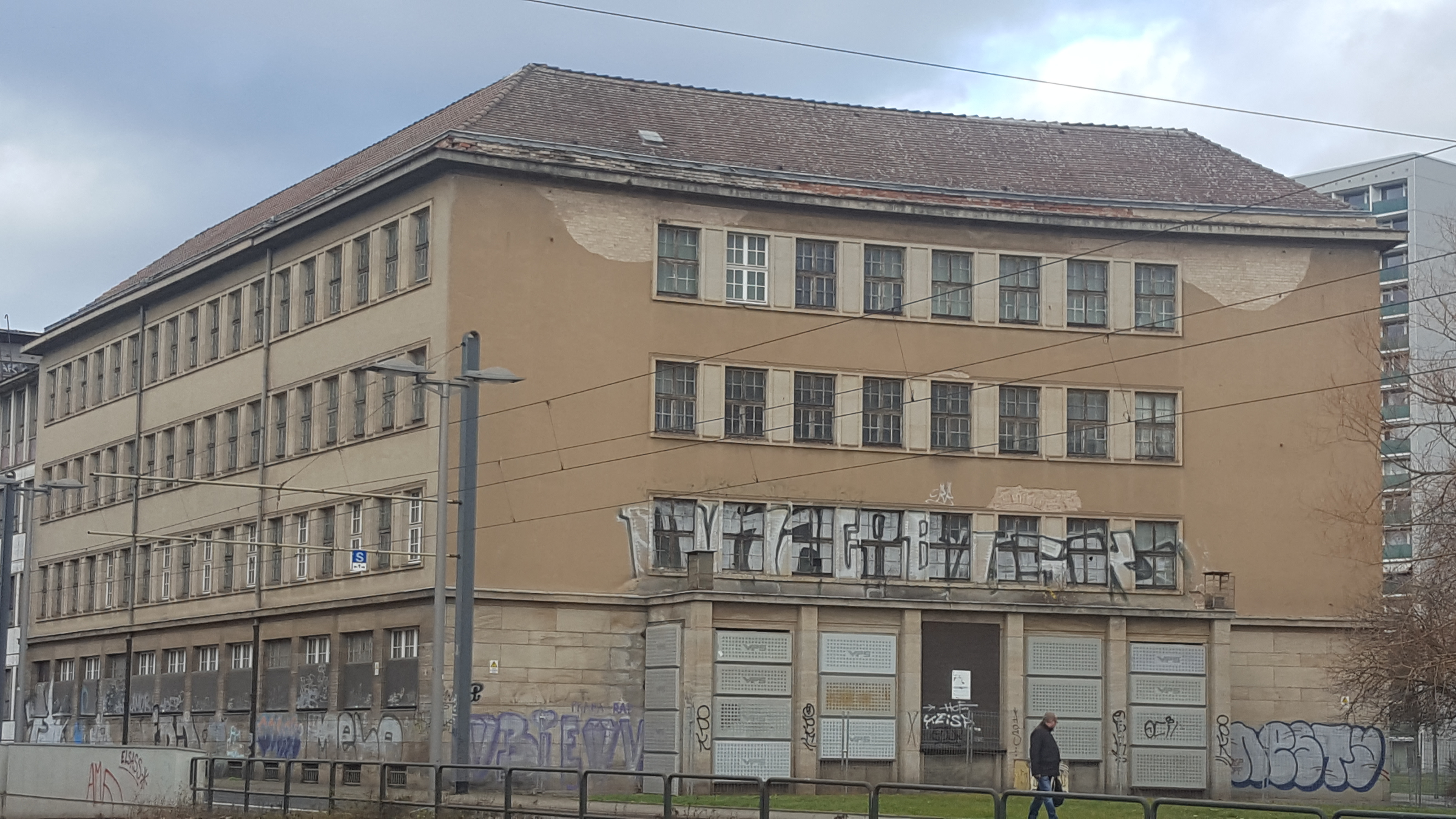
Erweiterungsbau der Reichsbahndirektion (2019)

In den 1930er Jahren benötigte man mehr Platz für die vielfältigen Aufgaben der Deutschen Reichsbahn. So beschloss man unter dem Direktionspräsidenten Carl Hermann Domsch (1871–1945) während einer Vollversammlung Anfang 1935 einen Erweiterungsneubau auf dem bereits erworbenen Grundstück Wiener Straße 5b zu errichten. Die Planungen und den Entwurf übernahm der Reichsbahnoberrat Richard Spröggel. Somit entstand in der Zeit von 1935 bis 1936 an der Wiener Straße / Ecke Sidonienstraße ein moderner Stahlbetonskelettbau. Das monumental wirkende Bauwerk mit einer leicht gekrümmten Eingangsfront mit acht Fensterachsen war ein sehr modern ausgeführtes funktionelles Haus. Dem Gebäude vorgelagert ist eine auf sechs Sandsteinpfeilern ruhende Zugangshalle. Das viergeschossige Bauwerk hat einen Innenhof, dieser wird durch einen abschließenden Rückgiebel mit gleichsam 19 Fensterachsen geschlossen. Die beiden Längsseiten hatten drei über dem Erdgeschoss beginnende 18 Fensterachsen, im Untergeschoss 12 Achsen mit Doppelfensterausführung. Die etwa 180 Büroräume waren betont lichtdurchflutet angelegt und sehr funktionell gegliedert und aufgeteilt. Vor dem Gebäude wurde Ende 1936 eine Bronzeskulptur Jüngling mit Flügelrad vom Dresdner Bildhauer Johannes Ernst Born aufgestellt, diese ist seit 1945 verschollen. Das Gebäude wurde bis 1945 als Reichsbahnvermögen - Verwaltungsgebäude genutzt.
Im Zweiten Weltkrieg wurde dieser Gebäudekomplex bei den Bombenangriffen auf Dresden nicht von den Bomben getroffen, erlitt allerdings Beschädigungen durch die umliegenden Bombentreffer, im Umfeld des Wiener Platzes sind bis auf drei Gebäude alle zerstört worden. Nach 1945 nutzte die Deutsche Reichsbahn das Bürogebäude weiter. In den 1960er Jahren erfolgten Erweiterungsneubauten um zwei weitere Gebäude. Seit den 1990er Jahren wurde die Nutzung aufgegeben und seitdem steht es ungenutzt leer.